# James Bond Junior
James Bond Junior (James Bond Jr.) è una serie televisiva a cartoni animati prodotta da Murakami Wolf Swenson, United Artists e Metro-Goldwyn-Mayer.
È ispirata dalla nota serie di romanzi e film sull'agente segreto James Bond, che nel cartone animato risulta essere suo zio; sono infatti presenti personaggi (soprattutto nemici) della saga di Ian Fleming.

## Personaggi e doppiatori

### Protagonisti
- James Bond Jr., l'eroe della serie e il nipote della famosa spia James Bond. Doppiato in originale da Corey Burton, in italiano da Diego Sabre.
- Horace "Ike" Boothroyd III, nipote di Q. Doppiato in originale da Jeff Bennett, in italiano da Nicola Bartolini Carrassi.
- Phoebe Farragut, ispirato da Miss Moneypenny. Doppiata in originale da Susan Silo, in italiano da Emanuela Pacotto.
- Gordon Leiter, figlio di Felix Leiter. Doppiato in originale da Jan Rabson, in italiano da Claudio Moneta.
- Tracy Milbanks, ispirata da Tracy Bond. Doppiata in originale da Mona Marshall, in italiano da Alessandra Karpoff.
- Trevor Noseworthy IV. Doppiato in originale da Simon Templeman, in italiano da Daniele Demma.
- Bradford Milbanks, preside della scuola. Doppiato in originale da Julian Holloway, in italiano da Enrico Bertorelli.
- Burton "Buddy" Mitchell. Doppiato in originale da Brian Stokes Mitchell, in italiano da Orlando Mezzabotta.

### Antagonisti
- Scumlord, ispirato da Ernst Stavro Blofeld. Doppiato in originale da Jeff Bennett e in italiano da Roberto Colombo.
- Fauci, Squalo nei film. Doppiato in originale da Jan Rabson e in italiano da Salvatore Landolina.
- Nick Nack, doppiato in originale da Jeff Bennett e in italiano da Pasquale Ruju.
- Dr. Derange, doppiato in originale da Julian Holloway, in italiano da Mario Scarabelli e Giovanni Battezzato (1 ep.).
- Calotta (Skullcap), doppiato in originale da Jan Rabson e in italiano da Salvatore Landolina.
- Auric Goldfinger, doppiato in originale da Jan Rabson e in italiano da Tony Fuochi.
- Goldie Finger, doppiata in originale da Kath Soucie e in italiano da Patrizia Scianca.
- Oddjob, doppiato in originale da Jeff Bennett e in italiano da Riccardo Peroni.
- Barbella, doppiata in originale da Mona Marshall e in italiano da Caterina Rochira.
- Dr. No, doppiato in originale da Julian Holloway e in italiano da Antonio Paiola.
- Spoiler, doppiato in originale da Michael Gough e in italiano da Roberto Colombo.
- Capitano Walker D. Plank, doppiato in originale da Ed Gilbert, in italiano da Marco Balzarotti e Mario Scarabelli (1 ep.).
- Barone Von Skarin, doppiato in originale da Julian Holloway e in italiano da Maurizio Scattorin e Enzo Tarascio (1 ep.).
- Miss Fortune, ispirata da Solitaire. Doppiata in originale da Susan Silo e in italiano da Veronica Pivetti.
- Snuffer, doppiato in originale da Jan Rabson e in italiano da Riccardo Peroni.
- Camaleonte (The Chameleon), doppiato in originale da Alan Oppenheimer e in italiano da Pietro Ubaldi.
- Tiara Hotstones, doppiata in originale da Kath Soucie, in italiano da Patrizia Scianca (1 ep.) e Caterina Rochira (1 ep.).
- Maximillion Cortex, ispirato da Maximillian Largo di Mai dire mai, doppiato in originale da Jan Rabson e in italiano da Antonio Paiola.
- Verme (The Worm), doppiato in originale da Jan Rabson e in italiano da Pasquale Ruju (1 ep.) e Gianfranco Gamba (1 ep.).

## Episodi
1. Il nuovo studente (The Beginning)
2. The Heartbreak Caper
3. Killer Asteroid
4. Appuntamento a Macao (Appointment in Macau)
5. Deadly Recall
6. Live and Let's Dance
7. Weather or Not
8. Hunt for Red Star One
9. Between a Rock and a Hard Place
10. Fountain of Terror
11. Rubies Aren't Forever
12. Location Danger
13. Il missile Eiffel (The Eiffel Missile)
14. Thor's Thunder
15. City of Gold
16. Queen's Ransom
17. Monument to S.C.U.M.
18. Goldie Finger at the End of the Rainbow
19. Nothing to Play With
20. The Art of Evil
21. Garden of Evil
22. Catching the Wave
23. The Emerald Key
24. Canine Caper
25. Quantum Diamonds
26. The Thing in the Ice
27. Avalanche Run
28. The Chameleon
29. A Deranged Mind
30. Last of the Tooboos
31. Earth Cracker
32. Invaders from S.C.U.M.
33. A Race Against Disaster
34. Barbella's Big Attraction
35. Pompeii and Circumstance
36. Hostile Takeover
37. S.C.U.M. on the Water
38. Far Out West
39. Lamp of Darkness
40. Going for the Gold
41. Shifting Sands
42. Ship of Terror
43. No Such Loch
44. Avventura a New Orleans (Ol' Man River)
45. There for Ms. Fortune
46. Dutch Treat
47. Goldie's Gold Scam
48. Never Give a Villain a Fair Shake
49. Northern Lights
50. Valley of the Hungry Dunes
51. Scottish Mist
52. La spada del potere (The Sword of Power)
53. Cruise to Oblivion
54. Mindfield
55. Dance of the Toreadors
56. It's All in the Timing
57. The Inhuman Race
58. Plunder Down Under
59. Sherlock IQ
60. Never Lose Hope
61. A Worm in the Apple
62. A Chilling Affair
63. Leonardo da Vinci's Vault
64. No Time to Lose
65. Danger Train